# Облога Сиракуз (310—309 рр. до н. е.)
Облога Сиракуз (310—309) — спроба карфагенян захопити найбільше місто Сицилії під час війни з сиракузьким тираном Агафоклом.

## Початок облоги
У 311 р. до н. е. карфагенський полководець Гамількар завдав Агафоклу поразки у битві при Гімері, після чого відірвав від союзу з ним майже всі сицилійські міста (окрім Сиракуз, під контролем тирана залишалась лише Гела, до якої він спершу відійшов після битви). Слідом за цим Гамількар почав дії проти самих Сиракуз, причому карфагенський флот, котрий панував на морі протягом майже всієї війни, заблокував сиракузьку гавань.    
Зрозумівши, що один з його військових радників з числа греків передає повідомлення Агафоклу, Гамількар умисне повідомив його про намір захопити Олімпеум (розташоване поряд з Сиракузами святилище Зевса Олімпійського). Карфагенська ескадра прийняла на борт частину війська та відплила у море, проте вночі таємно повернулась назад. Дезінформований своїм шпигуном, Агафокл вислав загін для охорони Олімпеума, сам же напав на Гамількара. Оскільки останній насправді мав під своїм началом все військо, сиракузяни зазнали важкої поразки та втратили 7 тисяч вбитими.
В іншому випадку Гамількар знов увів греків в оману, наказавши флоту відплити вдень на очах супротивника. Сиракузяни послабили свою пильність та були атаковані вночі карфагенянами, котрі повернулись та висадили військо на берег. На цей раз втрати загонів Агафокла вбитими становили 4 тисячі, крім того, багато воїнів потрапило у полон.

## Відплиття Агафоклу та перший штурм
Станом на початок 310 р. до н. е. Сиракузи знаходились у важкому положенні. У їх околицях діялі переважаючі сили ворога, а в самому місті почали вичерпуватись запаси продовольства. У цей момент Агафокл вирішив не відсижуватись за мурами, а вирушити до Африки та завдати удару по корінним володінням Карфагену. Щоб убезпечити себе від можливого бунту, він запропонував покинути Сиракузи тим громадянам, котрі не бажали витримувати труднощі облоги. Коли певні багаті сиракузці вчинили саме так (за даними Юстина — 1600 чоловік), Агафокл наказав солдатам наздогнати їх за містом та перебити, а майно цих громадян конфіскував. З тією ж метою відбираючи воїнів для походу, він намагався розділяти родини, щоб брати чи батьки тих, кого він брав з собою в Африку, залишались у Сиракузах.
Дочекавшись, коли увага блокуючого флоту буде прикута до перехоплення кораблів із зерном, наготовані сиракузьким тираном судна вислизнули з гавані та, хоч і з великими труднощами, змогли відірватись від погоні. При цьому коли карфагеняни кинулись наздоганяти експедицію Агафокла, вони одночасно дозволили зазначеним транспортним судам пройти до гавані обложеного міста, що тимчасово нівелювало проблему з голодом.
Висадившись у Африці, Агафокл, щоб змусити своїх воїнів думати лише про перемогу, наказав спалити власні кораблі, після чого рушив на ворожу столицю. Карфагеняни підібрали бронзові клюви, котрі прикрашали носи знищених суден, та відіслали їх на Сицилію до Гамількара. Той продемонстрував зазначені елементи як підтвердження повної поразки Агафокла та зажадав капітуляції міста. Простолюдини повірили у це, проте полишені тираном магістрати виявились обережнішими. Перш за все, для зменшення ймовірності заколоту вони вислали з міста ще 8 тисяч осіб, котрі були родичами чи друзями попередніх вигнанців, а чи просто виявляли невдоволення діями керівництва.
Гамількар гарно прийняв вигнанців та пообіцяв безпеку прибічникам Агафокла, якщо вони капітулюють. Брат тирана Антандер був схильний прийняти пропозицію, проте Еримнон Етолійський, котрого Агафокл наділив не меншою владом, переконав міську раду триматись, допоки не будуть отримані достовірні відомості щодо подій у Африці. Дізнавшись про це, Гамількар наказав споруджувати необхідні для штурму різноманітні облогові машини.
Тим часом Агафокл, котрий завдав карфагенянам сильної поразки у битві при Білому Тунісі, відправив до Сиракуз один тридцятиметровий корабель, для якого відібрали найкращих веслувальників. На світанку п'ятого дня плавання судно підійшло до Сиракуз, проте увійти непоміченим до гавані йому не вдалось. Допоки між посильним кораблем та карфагенянами йшло змагання у веслуванні, мешканці міста почали збиратись до пристаней. В якийсь момент переслідувачі наблизились настільки, що почали готуватись до таранного удару, проте в цей час карфагеняни увійшли у зону дії метальних машин сиракузян та були вимушені відступити. В результаті мешканці Сиракуз дізнались про справжній стан справ у Африці.
Що стосується Гамількара, то він вирішив використати зосередження уваги сиракузян на гавані, куди прибули посланці від Агафокла. Карфагеняни з драбинами рушили до муру та були близькі до того, щоб захопити його ділянку між двома баштами. Хоча вона була дійсно покинута оборонцями, проте в останній момент один з вартових все-таки помітив рух ворога. Як наслідок, сиракузяни збіглись до місця атаки та змогли скинути нападників з муру.
Зазнавши невдачі, Гамількар продовжив облогу. При цьому його сили зменшились через відправку 5 тисяч воїнів до Карфагену.

## Бойові дії у 309р. до н.е
Хоча у Африці Агафоклу вдалось захопити більшу частину володінь Карфагену, на Сицилії перевага залишалась на стороні карфагенян. Військо Гамількара спустошувало їх поля, а флот блокував підвіз зерна по морю. Захопивши останні віддалені укріплення ворога, Гамількар вирішив зайняти згаданий раніше Олімпеум, котрий знаходився дещо південніше від міста біля устя річки Анапо. Втім, жерці при огляді принесених жертв надали Гамількару гарне (як він думав) пророцтво, тому він вирішив здійснити напад на самі Сиракузи. Навіть якщо Діодор перебільшує, оцінюючи карфагенську армію у 5 тисяч вершників та 120 тисяч піхотинців, у розпорядженні карфагенського полководця були великі сили.
За об'єкт для атаки Гамількар обрав обернену до внутрішніх районів острова західну частину міста, котра мала назву Епіполи. Вона займала плато трикутної форми, південна сторона якого підносилась над долиною Анапо, а північна — над долиною струмка, котрий впадав у море північніше від Сиракуз. У місці сходження цих сторін (в найзахіднішій точці Епіпол) знаходився вузький перешийок Еврієл, по якому проходив єдиний легкодоступний шлях на плато.
Карфагеняни, котрі бажали приховати свої наміри від ворога, рушили на штурм уночі. У передовому загоні прямував Гамількар з своїми відбірними солдатами, за ним рухався сиракузький вигнанець Дейнократ, котрий командував вершниками. Основну частину задіяних у атаці сил складали два загона піхоти, один з яких складався із карфагенян, а другий — з їх грецьких союзників. В тилу цих сил слідувала обозна прислуга, котра не мала цінності для битви, проте очікувала на нагоду розжитися здобиччю. Рухаючись по вузьких дорогах, натовпи челяді наштовхувались один на одний та затівали бійки, так що серед атакуючих поступово ширилась сум'ятиця.          
Водночас, сиракузяни помітили рух ворога та послали на Еврієл 3 тисяч піхотинців та 400 вершників. Побачивши безладдя у ворожих порядках та маючи переваг у висоті, цей загін ударив на спротивників (частина воїнів обстрілювали карфагеня з висот) та навернув їх до втечі. Оскільки події відбувались на вузькому фронті, втікаючі вершники збивали з ніг своїх же піхотинців, крім того, у темноті відбувались помилкові сутички між загонами карфагенської армії.
Гамількар рішуче бився з ворогом, проте поступово його воїни піддались паніці. Покинутий ними, карфагенський полководець потрапив у полон та був після жорстоких тортур страчений. Відрубану голову Гамількара відіслали в Африку до Агафокла.

## Події після поразки Гамількара
Невдалий штурм та загибель командуючого спровокували розділення сил карфагенян та союзних їм сиракузьких вигнанців, котрі стали діяти окремо під командуванням Дейнократа (таку версію викладає Діодор, у праці якого міститься найдокладніший опис подій цієї війни, тоді як за твердженням Юстина все карфагенське військ було знищене разом з Гамількаром). Також у боротьбу вирішили втрутитись акрагантці, котрі сформували армію під командуванням Ксенодока. Останній діяв як проти сиракузького тирану (зокрема, йому вдалось звільнити Гелу), так і проти карфагенян (прикладом чого стало взяття осадженого їхньою залогою Ербесса).
Тим часом сиракузці після відбиття штурму змогли вийти за межі найближчих околиць міста та прийнялись за спустошення полів Леонтіни та Камарини (міста за три та сім десятків кілометрів на північний захід та південний захід від Сиракуз відповідно). На допомогу останнім прийшло військо Ксенодока, котре відігнало нападників.
З іншої сторони, карфагенський флот продовжував тримати у блокаді сиракузьку гавань, через що місто все так же мало проблеми із продовольством. В один з моментів сиракузці змогли непомітно вивести 20 трирем, котрі попрямували до Мегар (за півтора десятки кілометрів на північ від Сиракуз), куди мали прийти кораблі із зерном. Через якийсь час карфагеняни довідались про це та вислали наздогін за греками 30 кораблів. Сиракузяни спершу спробували дати бій у морі, проте швидко відступили до узбережжя та витягли судна на берег. Супротивники переслідували їх та, кидаючи зачепи, змогли стягнути 10 кораблів, допоки з Сиракуз не підійшла підмога та не врятувала іншу половину ескадри.  
У підсумку, морська блокада була прорвана лише в 307 р. до н. е., коли Агафокл зміг завдати поразки карфагенській ескадрі. Того ж року на суходолі були двічі розбиті акрагантці, хоча армія вигнанців Дейнократа продовжувала діяти проти тирана.